# Alpine (Texas)
Alpine város és megyeszékhely az Amerikai Egyesült Államokban, Texas államban, Brewster megyében. A 2000-es népszámlálási adatok szerint lakosainak száma 5786 volt, ez a 2009. júliusi becslés szerint 6460 főre növekedett.

## Oktatás
Alpine az otthona a Sul Ross State University-nek, mely a volt texasi kormányzóról, Lawrence Sullivan Ross-ról kapta nevét.
A város oktatási rendszere az Alpine Independent School District nevű közigazgatási-oktatási körzet része, ide tartozik az Alpine Elementary School (kb. általános iskola alsó tagozat), az Alpine Middle School (kb. általános iskola felső tagozat), illetve az Alpine High School (középiskola) is. A körzet hivatalos színei a bíbor és az óarany.

## Sport
A város az otthona a Big Bend Cowboys nevű baseball-csapatnak, mely a Continental Baseball League hivatalos bajnokság résztvevője. A csapat hazai pályája a Kokernot Field stadion.

## Érdekességek
- 1959 előtt a város volt az USA legnagyobb állama (Texas) legnagyobb megyéjének (Brewster) legnagyobb városa
- Alpine-ban lakott az amerikai humorista, H. Allen Smith is

## Georgárifa
Alpine 30°21′39″N 103°39′56″W (30.360718, -103.665418) pontokon helyezkedik el. Az USA Népszámlálási Hivatalának adatai szerint a város 10,6 km²-en terül el, mely teljességében szárazföld.

## Demográfia
A 2000-es összeírás szerint a városban 5786 ember lakott, ez 2429 háztartást és 1435 családot jelentett. A népsűrűség 547,5 fő/km² volt, összesen 2852 házegységgel. A lakosság 79,19%-a a kaukázusi, 1,33%-as az afroamerikai, 0,81%-a az amerikai őslakos, 0,45%-a az ázsiai, 0,07%-as a csendes óceáni, 15,45%-as az egyéb, míg 2,70%-as kettő, vagy több rasszhoz tartozott. A latinamerikai népesség aránya 50,31%-át tette ki az össznépességnek.
A lakosság életkor szerint megoszlása alapján a népesség 24,3%-a 18 év alatti, 14,1%-a 18 és 24 év közötti, 26%-a 25 és 44 év közötti, 20,8%-a 45 és 64 év közötti, illetve 14,9% 65 éves, vagy öregebb volt. Az átlagéletkor tehát 2000-ben 34 év volt, míg 100 nőre 93,7 férfi lakos jutott. Ez az arány a 18 éves és annál idősebb korosztálynál 100:90,4 volt a nők javára.

## Közlekedés
- repülőtér: Alpine-Casparis Municipal Airport (a város tulajdonában)
- vasút: Alpine Station (az Amtrak tulajdonában)
- távolsági busz a Greyhound Line járataival

## Fordítás
Ez a szócikk részben vagy egészben  az   Alpine, Texas című angol Wikipédia-szócikk fordításán alapul.  Az eredeti cikk szerkesztőit annak laptörténete sorolja fel. Ez a jelzés csupán a megfogalmazás eredetét és a szerzői jogokat jelzi, nem szolgál a cikkben szereplő információk forrásmegjelöléseként.